# Movimento Zeitgeist

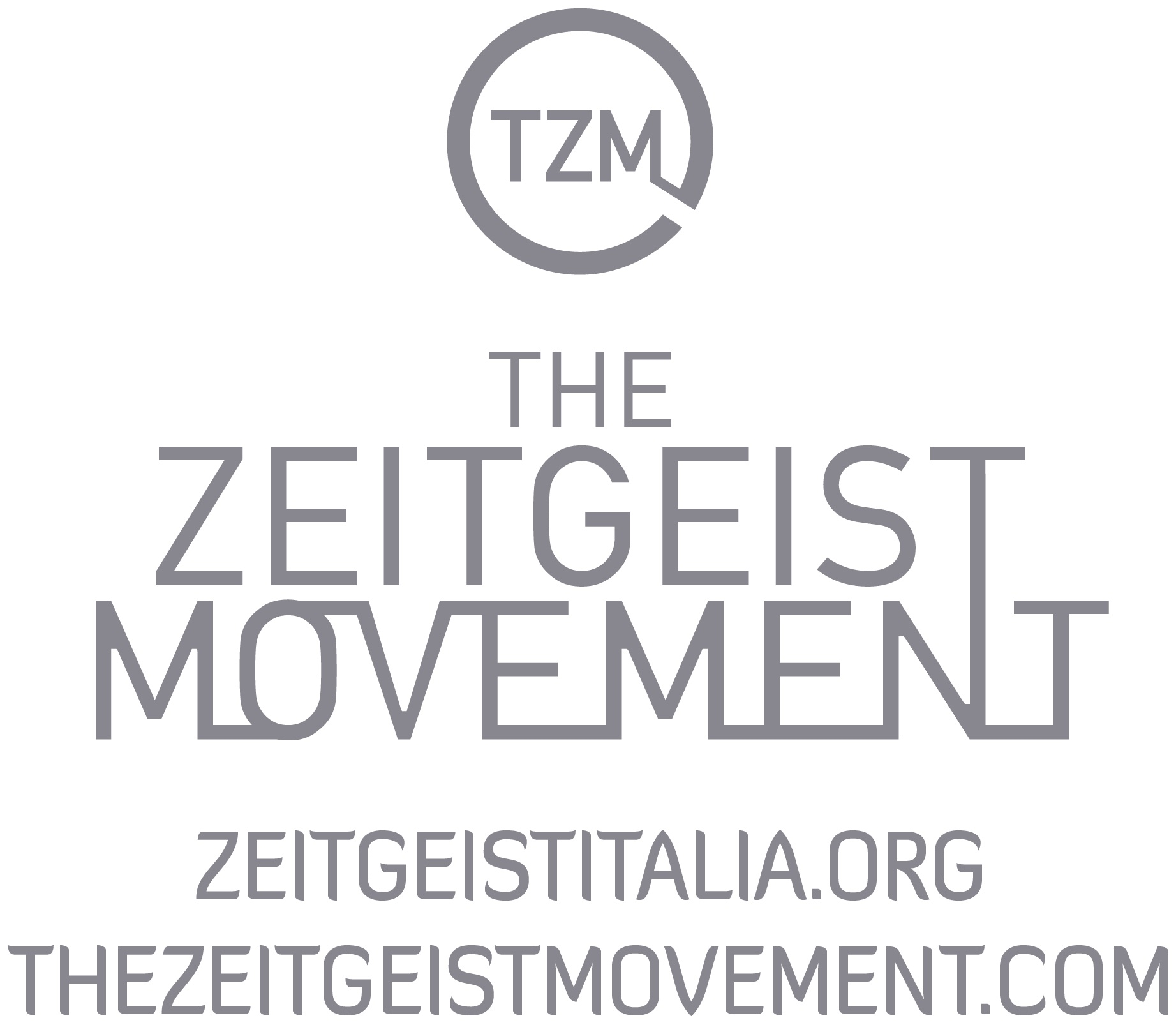
Logo del movimento.

Il Movimento Zeitgeist (The Zeitgeist Movement, TZM) è un movimento ed un'organizzazione no profit che ha come interesse la difesa della sostenibilità come base per un futuro certo per l'umanità sostenendo così il sistema economico chiamato economia basata sulle risorse.
Nato nel 2008, si autodefinisce un'organizzazione che promuove la nonviolenza e la sostenibilità, alla ricerca di una ristrutturazione della società umana, in cui le decisioni vengono raggiunte tramite l'applicazione razionale della logica e del metodo scientifico per il miglioramento della qualità della vita di tutta l'umanità, grazie alle odierne scoperte scientifiche e tecnologiche. Ad agosto 2011 il movimento conta circa 560 mila iscritti in tutto il mondo.

## Storia
Il Movimento è stato ispirato, nelle sue fasi iniziali, dal secondo film documentaristico di Peter Joseph, Zeitgeist: Addendum del 2008  ovvero il secondo capitolo della trilogia Zeitgeist, basato sulle idee di Jacque Fresco e Roxanne Meadows, rispettivamente fondatore e direttrice del Venus Project, da Zeitgeist: Moving Forward, il terzo capitolo della trilogia, Beyond The Pale (cancellato e sostituito da un progetto chiamato Interreflections).
C'è da notare che il film Zeitgeist: The Movie del 2007, primo capitolo della trilogia basato su teorie complottiste, è stato realizzato prima della creazione del Movimento Zeitgeist e non ne costituisce un punto di riferimento.
Dall'aprile 2011, il Movimento Zeitgeist e il Venus Project hanno preso strade separate, il movimento ora ha aperto lo spazio a collaborazioni con altre organizzazioni e associazioni sensibili alle tematiche proposte, ad esempio Open Source Ecology, il movimento Transition Town e il Movimento per la Decrescita Felice.

## L'ideologia
Il movimento ha come obiettivo l'eliminazione di concetti quali: istituzioni politiche, religiose, militarizzazione, istituti bancari, e quindi la transizione verso un nuovo modello socio-economico basato su una gestione tecnica e responsabile delle risorse, su una ripartizione ed una distribuzione svolte per mezzo di ciò che viene considerato il metodo scientifico del ragionamento sui problemi e della ricerca di soluzioni ottimali.
Questo modello economico basato sulle risorse promuove un approccio tecnico e diretto alla gestione sociale, a differenza di quello monetario o politico. Esso propone di aggiornare il funzionamento della società ai più avanzati e provati metodi che la Scienza può offrire, eliminando le conseguenze, i danni e le inibizioni generate dall'attuale sistema di scambio monetario, dai profitti, dalle imprese ed altre componenti strutturali.
Il movimento promuove quindi attivismo, consapevolezza e una riforma transitoria attraverso un network e iniziative propositive promosse dai capitoli nazionali/regionali, gruppi di lavoro, eventi annuali, media e opere di solidarietà.

## Organizzazione
Il Movimento Zeitgeist organizza i suoi membri in capitoli nazionali e in sotto-capitoli regionali. Ogni capitolo regionale è ospitato su un dominio dedicato, o in sotto-domini raggiungibili dal sito principale del Movimento. I capitoli sono gestiti da singole persone o da gruppi di persone che sono interessate al Movimento e desiderose di donare il proprio tempo per contribuire ed aiutare. A giugno 2011 esistono più di 1100 capitoli nazionali, regionali e cittadini in tutto il mondo.

## Attività

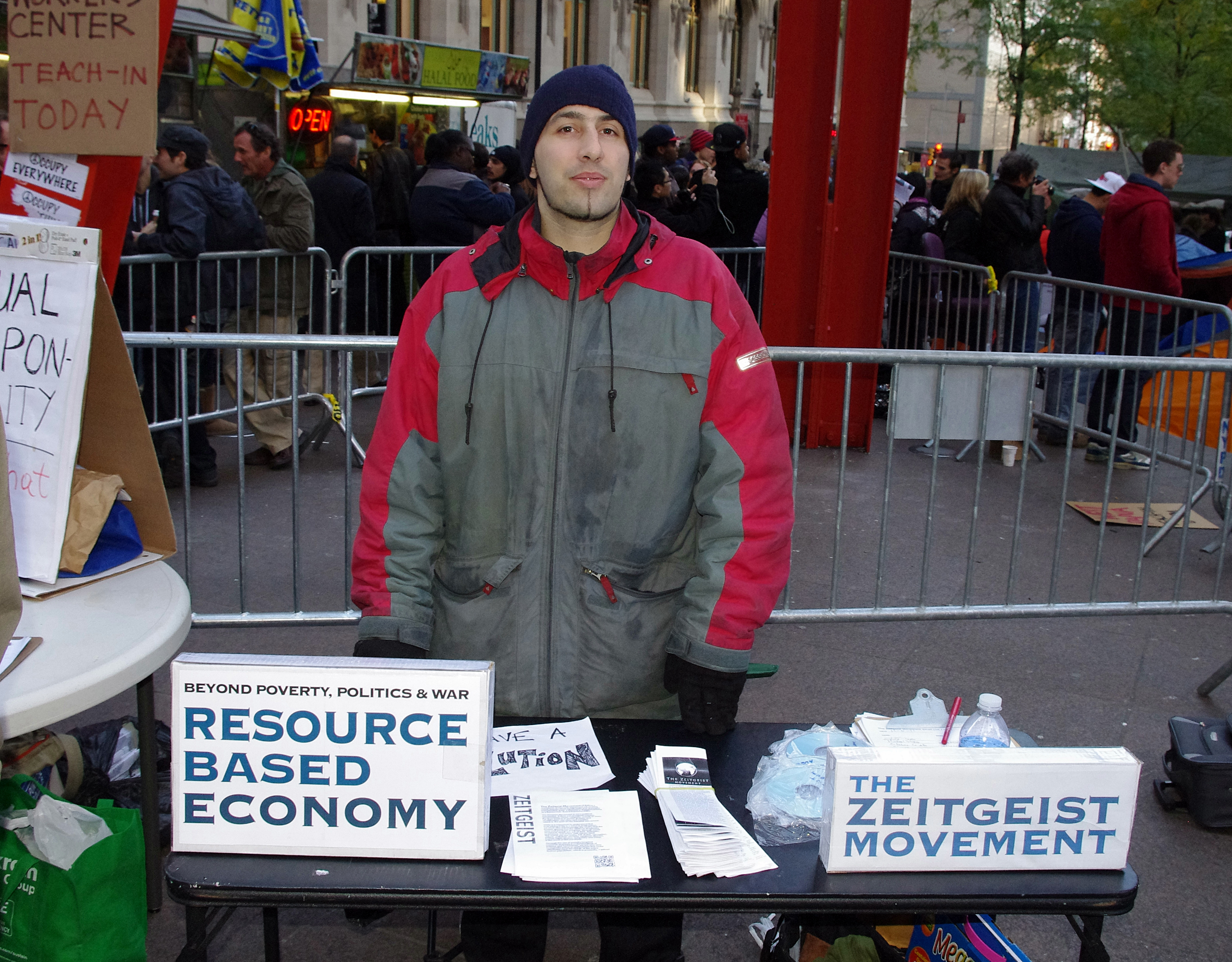
Volontario americano alla manifestazione di Occupy Wall Street

### Divulgazione e terapia sociale
L'attività principale del Movimento è sensibilizzare il pubblico ad una transizione verso una società sostenibile. Gli attivisti creano materiale multimediale, libri, articoli e lo diffondono gratuitamente tramite conferenze sul territorio, scuole pubbliche, eventi musicali e artistici e in rete con l'utilizzo di social media (Facebook, YouTube, Twitter), podcast e incontri via TeamSpeak.
Tutto il materiale prodotto è rilasciato tramite licenze Creative Commons ed è liberamente condivisibile senza fini di lucro. Per facilitare la distribuzione del materiale il Movimento ha diversi Gruppi di Lavoro dedicati alle traduzioni, con migliaia di volontari che traducono in più di 50 lingue.

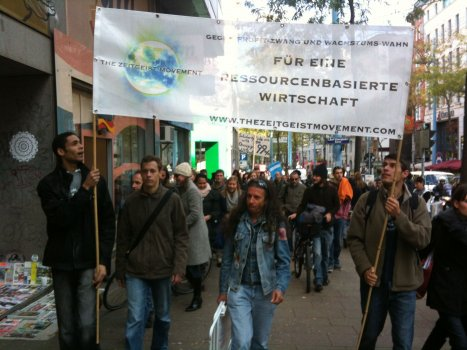
Attivisti tedeschi nel 2011

### Zeitgeist Day
Dal 2009, il Movimento Zeitgeist celebra la propria giornata (ZDAY) tra il 13 e il 15 marzo di ogni anno. In queste giornate, il Movimento organizza incontri per condividere informazioni con coloro che sono interessati alle tematiche proposte dal Movimento. Nel 2009 ci furono più di 450 eventi in 70 paesi in tutto il mondo.. Peter Joseph e Jacque Fresco tennero un evento di fronte ad un pubblico di circa 900 persone in un teatro tutto esaurito al Borough of Manhattan Community College per più di due ore, raccogliendo l'attenzione di media mainstream come il New York Times. Nel 2010 The Huffington Post, il blog più seguito al mondo, ha dedicato un copioso articolo al Movimento.

#### Partecipazione di personalità della cultura di massa
L'attrice statunitense Michelle Rodriguez ha partecipato allo ZDAY 2011 di Los Angeles il 12 marzo 2011 al Los Angeles Convention Center, dove ha dichiarato di essere molto interessata alla idee proposte e che avrebbe approfondito gli argomenti.
Brandon Boyd, cantante del gruppo alternative rock statunitense Incubus, ha partecipato anch'egli allo ZDAY di Los Angeles in compagnia della ragazza Baelyn Neff, in cui ha espresso il suo apprezzamento per il film documentario Zeitgeist: Moving Forward, il suo preferito della serie Zeitgeist.

### Podcast e interventi radiofonici
Il Movimento internazionale ospita una serie di podcast e interventi radiofonici su BlogTalkRadio, dove membri di spicco del Movimento discutono tematiche relative alla sostenibilità ambientale, il collasso sociale, gli avanzamenti tecnologici nella società, l'utilizzo di intelligenza artificiale e cibernazione, l'importanza di un cambio di valori a livello globale. Tra gli ospiti si annoverano John McMurtry, filosofo dell'etica.
Anche il capitolo italiano ha una lunga serie di podcast, a cui hanno partecipato vari soggetti, tra cui Federico Pistono, Eric Ezechieli della Singularity University  (il numero 49 del 29 maggio 2011), uno dei principali autori del concetto di felicità interna lorda e Lidia Undiemi laureata in economia.

### Zeitgeist Media Festival
Zeitgeist Media Festival è un evento internazionale di musica, arte e spettacolo che ha come scopo unificare il mondo attraverso arte socialmente consapevole.

#### Edizione 2011
L'edizione 2011 si è svolta a settembre, con eventi nelle seguenti città/paesi:
- Los Angeles (USA), evento principale sito evento
- Canada, sito evento
- Anchorage (Alaska, USA), sito evento
- Portland (Oregon, USA), sito evento
- Calgary (Alberta, Canada), sito evento
- Londra (Regno Unito), sito evento
- Bagnolet (Francia), sito evento
- Ecuador, sito evento
- Chicago (Illinois, USA), sito evento
- New York (New York, USA), sito evento
- Indianapolis (Indiana, USA), sito evento
- Brisbane (Australia), sito evento
- Nitra (Slovacchia), sito evento
- Toronto (Canada), sito evento
- Vancouver (Canada), sito evento
- Alton (Hampshire, Regno Unito), sito evento

##### Partecipazione di personalità della cultura di massa
Nell'evento principale di Los Angeles hanno confermato la loro presenza artisti di spicco come Banksy (artista di strada, graffiti)Rick Overtone (comico), Billy Gibbons (musicista e leader del gruppo ZZ Top), Charles Fleischer (attore e comico), Lili Haydn (cantante), Natacha Atlas (cantante), Peter Joseph (marimbista e polistrumentista), Hierosonic (gruppo musicale), Norton Wisdom (artista visuale), The Lost Children of Babylon (gruppo Hip-Hop).

### Banchi alimentari
In concomitanza con i media festival, gli attivisti del Movimento partecipano ai banchi alimentari (Food banks), che prevedono la raccolta e distribuzione da enti pubblici e privati delle eccedenze alimentari da affidare agli enti caritativi sparsi sul territorio che sostengono un'attività assistenziale verso le persone più indigenti.

### Town hall meeting/incontri pubblici in comune
Nel marzo 2011 il Movimento ha iniziato ad organizzare incontri pubblici nei comuni, organizzati dai capitoli regionali di attivisti. Seguendo il modello di evoluzione che ha storicamente segnato le discussioni riguardo ai diritti civili, l'obiettivo è informare il pubblico su ciò che il Movimento ha compreso, i suoi obiettivi e come le soluzioni proposte possono beneficiare la società. La cadenza di questi incontri è idealmente mensile, organizzati il terzo fine settimana di ogni mese. Nei primi tre mesi sono nati eventi Zeitgeist in Carolina del Nord, Florida, Arizona, Kansas, Los Angeles, Vancouver, Ecuador, Cardiff e Amsterdam.

### Campagna "Why I advocate..."
Nel gennaio 2011 il Movimento ha lanciato la campagna Why I advocate... (Perché sostengo...[il Movimento Zeitgeist, un'economia sostenibile, la pace, etc...]), in cui gli attivisti spiegano il motivo che li ha spinto a sostenere il Movimento e le sue idee, come opera di sensibilizzazione a livello globale. Nell'agosto 2011, sono state caricate su YouTube più di 600 testimonianze da tutto il mondo.

### Newsletter
Il Movimento rilascia con cadenza periodica una newsletter con articoli originali scritti dai suoi membri, che viene spedita ai suoi iscritti (circa mezzo milione ad agosto 2011) ed è gratuitamente consultabile in rete.

### Media Project
Dal maggio 2010 è stata rilasciata la versione beta di Zeitgeist Media Project, un centro per artisti visuali, musicisti, scrittori e registi che vogliono mostrare i propri lavori ispirati dal Movimento.

### ZeitNews
Il Gruppo di Lavoro scienza e tecnologia del Movimento ha lanciato all'inizio del 2011 un sito di notizie per la raccolta di articoli e pubblicazioni scientifiche che puntano a mostrare la fattibilità delle idee proposte dal Movimento.

## Il rapporto con imedia
Il Movimento ha ricevuto attenzione sia da parte dei media indipendenti, sia dai media tradizionali, tra cui Russia Today, KPFK Radio,
The New York Times, Huffington Post, MidDay, Ventura County Reporter, Yahoo! News,  per tre volte è stato citato su RaiNews24 e Canale 5.

## Nel mondo

### Italia
Il Movimento Zeitgeist è formato da 500 volontari in Italia e migliaia in tutto il mondo. Ogni capitolo nazionale è organizzato in Gruppi Cittadini sparsi su tutto il territorio che agiscono a livello locale e da Gruppi di Lavoro (GdL) che coordinano le attività diversificate di comunicazione e attivismo. Qui di seguito sono riportati i GdL italiani.
- GdL nuovi arrivati: spazio dedicato ai nuovi utenti e curiosi sulle tematiche del movimento.
- GdL grafica e video: dedicato alla creazione di grafiche, DVD, poster, manifesti e video.
- GdL programmazione: dedicato a programmatori, designer ed esperti/e di interfaccia utente.
- GdL traduzioni: dedicato alla traduzione di testi, film, libri, documenti, video, presentazioni e siti relativi o collegati direttamente al Movimento.
- GdL tecnologia: gli obiettivi di questo gruppo sono essenzialmente due:
  1. Diffondere la conoscenza e le competenze tecniche a tutti indistintamente.
  2. Progettare e sviluppare apparecchiature o sistemi in grado di avvicinarci maggiormente all'indipendenza futura dall'attuale sistema economico e dimostrare che sostenere e creare un'economia basata sulle risorse è possibile.
- GdL sociologia e comunicazione: attraverso lo studio analitico della sociologia in quanto ‘scienza sociale’, il gruppo nasce con l'obiettivo di creare le basi necessarie a costituire nuove aree di miglioramento, attraverso l'utilizzo di questionari e strumenti di indagine misurabili e di creare delle aree di approfondimento rispetto a temi sociali di alta rilevanza, tramite la stesura di articoli e ricerche.
- GdL doppiaggio: professionisti e amatori doppiano materiale video prodotto dal Movimento.
- GdL musica e arte: coordinare le iniziative di gruppo e individuali in vista di eventi/concerti di piazza nei teatri e nei media festival.
- GdL comunicati stampa: rapporti con i media (radio, televisioni, giornali etc.).

Il coordinatore nazionale italiano, Federico Pistono, il 4 ottobre 2011, dopo due anni lascia la coordinazione del movimento. Oggi gli attivisti si sono organizzati secondo una struttura orizzontale senza leader e si autogestiscono in tutto il territorio nazionale.
Nel gennaio 2011 a Roma, il regista Silvano Agosti, a seguito della collaborazione con il capitolo cittadino coordinato da Guerrino Crielesi, mette a disposizione gratuita il suo cinema Cinema Azzurro Scipioni per l'anteprima mondiale della proiezione del film "Zeitgeist: Moving Forward", organizzata gratuitamente dai capitoli cittadini regionali del Movimento. Tra il pubblico c'è Paolo Bonolis, il quale mostra grande interesse per il film e per il Movimento Zeitgeist. Nasce così una collaborazione autoriale con il programma di prima serata su Canale 5 "Il senso della vita", presentato da Bonolis stesso e co-autorato da Michele Afferrante.
Per tutta la durata della serie, vengono trasmesse delle pillole estratte dai film della serie Zeitgeist, il cui materiale è stato fornito dal Movimento a titolo gratuito. La trasmissione concluderà la stagione 2011 con una clip estesa di Zeitgeist: Moving Forward in cui viene presentata l'Economia Basata sulle Risorse.